# Ледовый дворец спорта имени Н. В. Парышева
Ледовый дворец спорта им. Н. В. Парышева — дворец спорта в Кургане. Вместимость 2500 зрителей.

## История
Идея строительства ледового дворца спорта появилась у директора ДЗАО «Курганстальмост» Николая Васильевича Парышева в начале 1990-х годов, когда хоккейная команда «Мостовик» играла во второй лиге Чемпионата страны. В то время хоккейные встречи проходили на открытом корте, построенном заводчанами во время субботников для детской команды «Надежда». После выхода команды «Мостовик» в высшую лигу в 1999 году вновь остро встал вопрос о строительстве современного ледового дворца. Строительство Ледового дворца спорта «Мостовик» началось в 2000 году по инициативе Н. В. Парышева.
6 сентября 2001 года была введена в эксплуатацию I очередь дворца. В рамках торжественной церемонии открытия Ледового дворца спорта состоялся первый матч на новом льду. В нем сразились команды «Мостовик» и «Газовик» (Тюмень).
Собственником Ледового дворца спорта «Мостовик» является АНО ЛДС «Мостовик» (ныне Автономная некоммерческая организация «Ледовый дворец имени Н.В.Парышева»). С начала хоккейного сезона 2001/2002 годов здесь проводит домашние матчи хоккейная команда «Зауралье». С сезона 2009/2010 здесь также проводит свои домашние матчи команда «Юниор».
14 сентября 2010 года решением Правительства Курганской области Ледовый Дворец спорта «Мостовик» был переименован в Ледовый Дворец спорта имени Николая Васильевича Парышева.
В 2019 году завершилось строительство второго корпуса Ледового дворца, в котором расположились современные раздевалки для хоккейной команды «Зауралье» и новые залы для занятия другими видами спорта.

## Современное состояние
Здание Ледового дворца спорта включает в себя зал ледовой арены, помещение индивидуальной силовой подготовки, раздевалки (4 штуки), душевые (5 штук), фойе, буфет, медицинский кабинет.
Единовременная пропускная способность: для зрителей (2 500 чел.), рабочая площадь льда (150 чел.), помещение индивидуальной силовой подготовки (30 чел.).

## Руководитель
- 2001 — 2016 — Сергей Николаевич Парышев
- С 22 августа 2016 — Александр Васильевич Поршань (с 22 августа 2016 — директор, с 13 сентября 2016 — генеральный директор)